# Palazzo Patrizi Naro Montoro

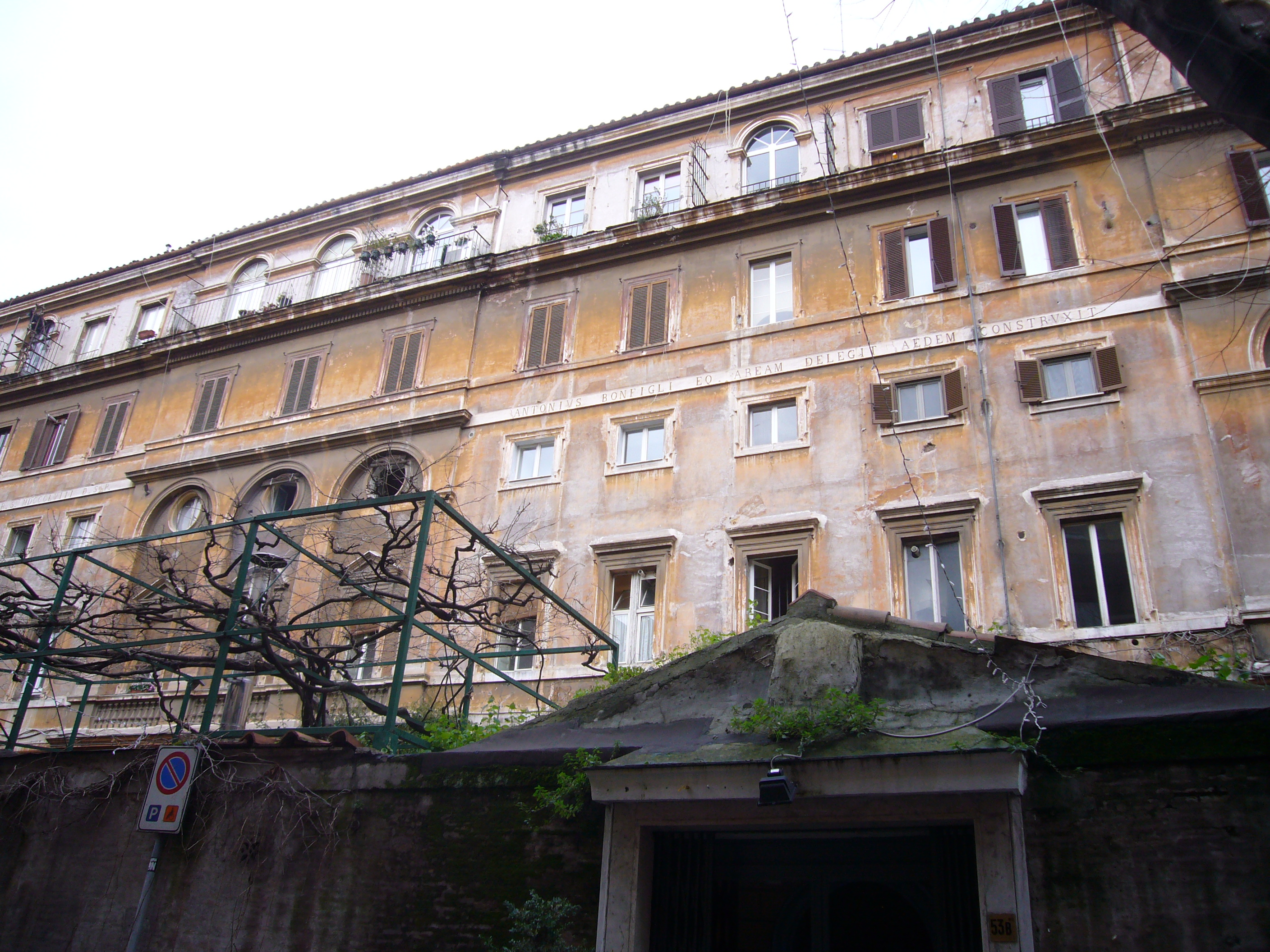
Vista do palácio a partir da Via Margutta.

Palazzo Patrizi Naro Montoro é um palácio localizado na altura do número 54 da Via Margutta, no rione Campo Marzio de Roma.

## História

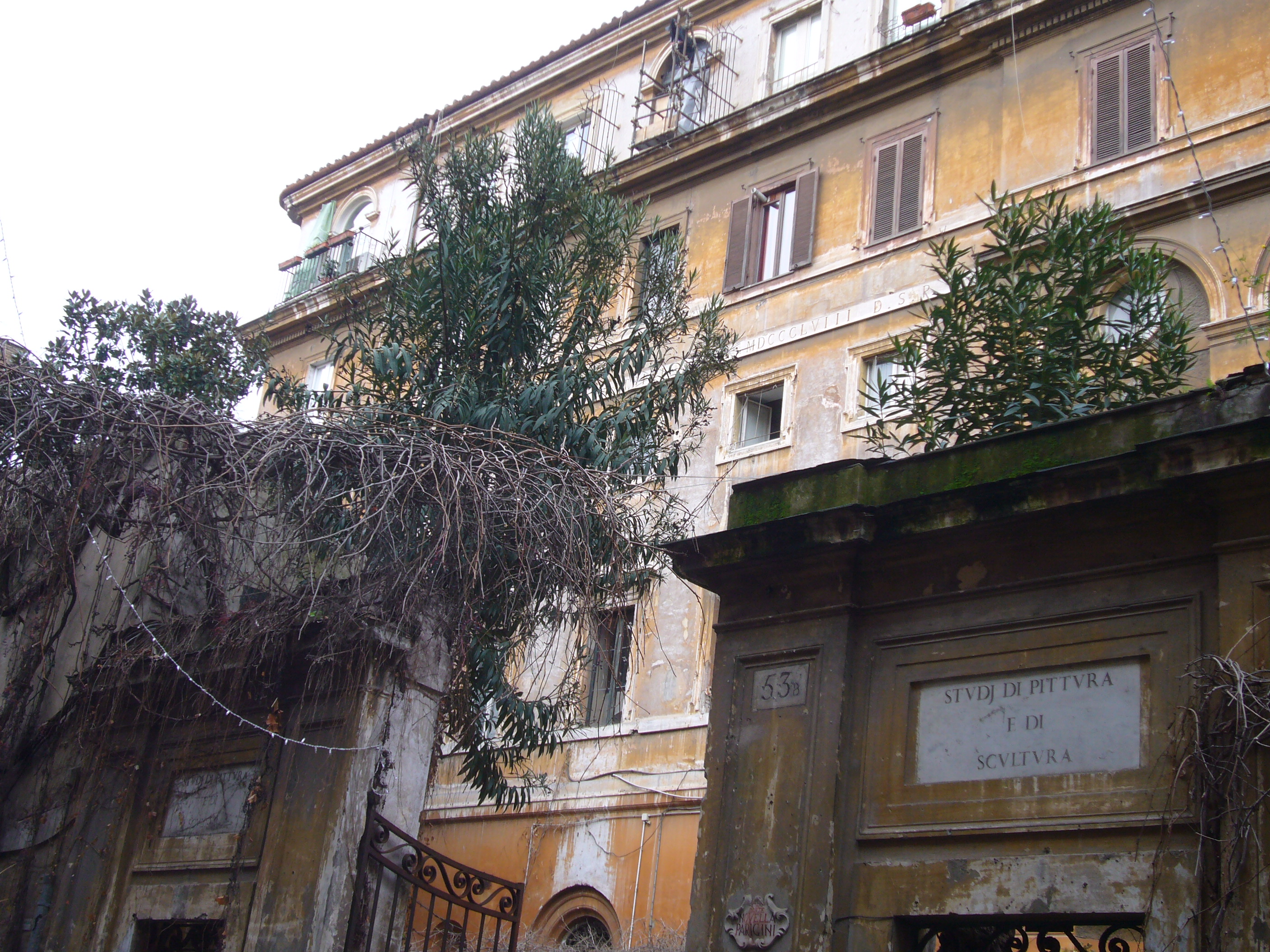
Vista da entrada.

A Via Margutta é uma silenciosa e pitoresca via localizada no sopé do monte Pincio, aos pés da Villa Medici, e que, ainda hoje, é sinônimo de arte em Roma por causa de suas inúmeras galerias, antiquários, lojas artesanais e restaurantes autorais. Durante toda a sua história, a região atraiu pintores e escultures, músicos, compositores, escritores, poetas, fotógrafos e atores e o mais famoso ponto de encontro na região era o célebre Atelier degli Artisti, construído por Francesco Naro Patrizi Montoro, trisavô de dona Valentina Moncada di Paternò, a atual proprietária, e a quem se se deve o nome do palácio. Francesco era um membro da aristocracia vaticana de origem sienesa na metade do século XIX e mandou construir um grande palácio para servir de residência para os artistas de seu tempo.

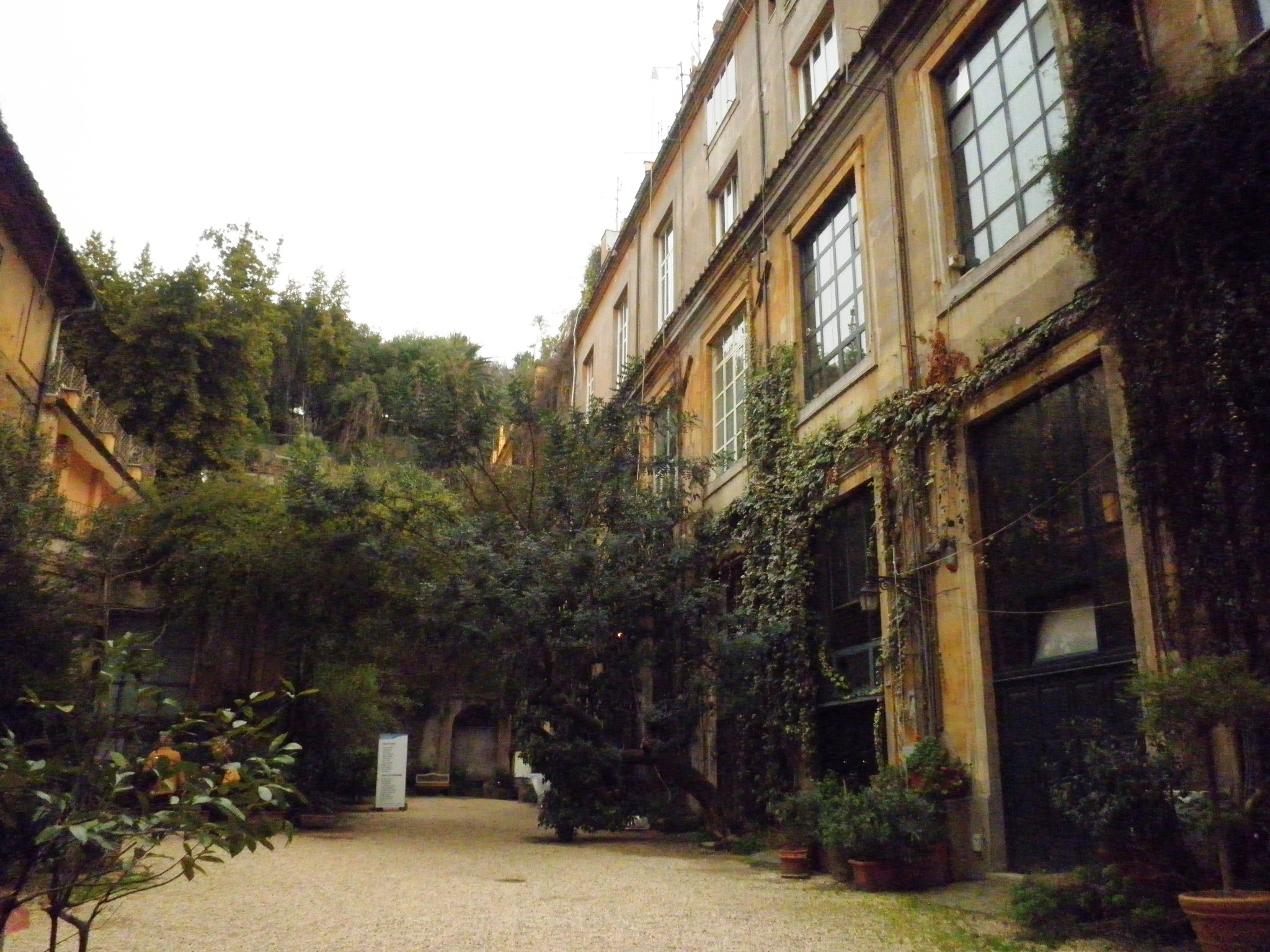
O famoso pátio interno do palácio.

Em 1887, o edifício tornou-se a sede da Associazione Artistica Internazionale. Em fevereiro de 1917, Pablo Picasso, em companhia de Jean Cocteau, chegou em Roma e se hospedou primeiro no Hotel de Russie. Uma semana depois, ele recebeu um convite do marquês Giuseppe Patrizi e passou a se hospedar num estúdio no palácio da família, conhecido na época como Studi Patrizi. Ali, com vista para a Villa Medici, Picasso realizou duas obras fundamentais entre as suas obras-primas: "L'Italienne" (atualmente na coleção E.G. Buhrle) e "L'Arqlequine et femme au collier" (Centro Georges Pompidou, em Paris). Nas palavras de Cocteau numa carta à sua mãe, "Nous habitons dans le paradis terrestre".
Na década de 1950, a Via Margutta serviu de pano de fundo para a "dolce vita" real, quando Billy Wilder ali passou suas "férias romanas" com Audrey Hepburn e Gregory Peck. Ali viveram também Anna Magnani, Giulietta Masina e Federico Fellini. O herdeiro dos Patrizi nessa época era o fotógrafo Johnny Moncada, cujo ateliê era uma espécie de país das maravilhas, no qual ele imortalizou os principais estilistas e os modelos mais famosos da época em cenários verdadeiramente "artísticos", porque não raro eram realizados por amigos artistas como Gastone Novelli, que por algum tempo teve seu ateliê no palácio.
Atualmente o complexo é gerido por Valentina Moncada di Paternò, filha de Johnny e herdeira da família.